# Lycomorpha brillans
Lycomorpha brillans là một loài bướm đêm thuộc phân họ Arctiinae, họ Erebidae.